# Giulia Segalini
Giulia Segalini (1º marzo 1995) è una calciatrice italiana, di ruolo difensore.

## Carriera
Giulia Segalini gioca la prima parte della carriera con le Azalee di Gallarate giocando in Serie B, secondo livello del campionato italiano femminile di calcio, marcando 116 presenze e realizzando 2 reti. Inoltre studia Scienze motorie all'Università degli Studi dell'Insubria, a Varese.
Durante il calciomercato estivo 2018 si trasferisce con la compagna di reparto Karin Czeczka alla neopromossa Orobica, vestendo la maglia della società bergamasca per la stagione entrante. A dicembre si laurea. Condivide con le nuove compagne la difficile stagione che vede la squadra non riuscire a staccarsi dalla parte bassa della classifica e, con l'incontro casalingo del 23 marzo 2019 perso per 1-0 con il Milan, retrocedere matematicamente in cadetteria con tre giornate d'anticipo. Si iscrive alla laurea magistrale in Scienze dell'attività fisica per il benessere, all'Università Statale di Milano.